# Harry Patch (In Memory Of)
Singles de Radiohead
Reckoner
(2008) These Are My Twisted Words
(2009)
Harry Patch (In Memory Of) est un single du groupe anglais Radiohead sorti le 5 août 2009. Cette chanson est un hommage au dernier vétéran britannique de la Première Guerre mondiale, Harry Patch, mort le 25 juillet 2009, à l'âge de 111 ans. 

## Musique
La musique de cette chanson s'éloigne du genre habituel de Radiohead, à savoir celui du rock. Nous avons droit, ici, à de la musique classique jouée aux instruments à cordes par le guitariste Jonny Greenwood. Le chant est assuré, comme d'habitude, par Thom Yorke.